# Aleksandr Popov (biatlonist)
Aleksandr Popov (n. 22 februarie 1965, Tobolsk, RSFS Rusă, URSS) este un biatlonist ce a reprezentat Rusia, medaliat olimpic. A participat la 4 ediții ale Jocurilor Olimpice (1988, 1992, 1994, 1998) în care a câștigat o medalie de aur și o medalie de argint.